# Des Arc (Arkansas)
Des Arc è una località degli Stati Uniti d'America, capoluogo, assieme a De Valls Bluff, della contea di Prairie, nello Stato dell'Arkansas.